# روز شکرگزاری
روز شکرگزاری (به انگلیسی: Thanksgiving Day تلفظ: تَنکس‌گیوینگ) یک تعطیلی ملی در آمریکا و کانادا است و در این روز مردم به شکرانه برداشت محصولات جشنی برگزار می‌کنند. جشن‌های مشابهی هم در برخی نقاط دیگر دنیا برگزار می‌شود؛ در آمریکا روز شکرگزاری در چهارمین پنج شنبه ماه نوامبر و در کانادا در دومین دوشنبه ماه اکتبر گرفته می‌شود. جشن شکرگزاری ریشه در اعتقادات مذهبی و فرهنگی مردم دارد.

## تاریخچه
تقریباً در هر منطقه از جهان و در میان هر قومی و دینی، جشن و شکرگزاری‌ای بعد از برداشت محصولات برگزار می‌شود. ریشه روز شکرگزاری را به منطقه بین‌النهرین نسبت می‌دهند اما جشن گفتن این روز در آمریکای شمالی ریشه در آداب و رسوم انگلیسی داشته و بعد از اصلاحات پروتستانی رایج شد.

## در آمریکا

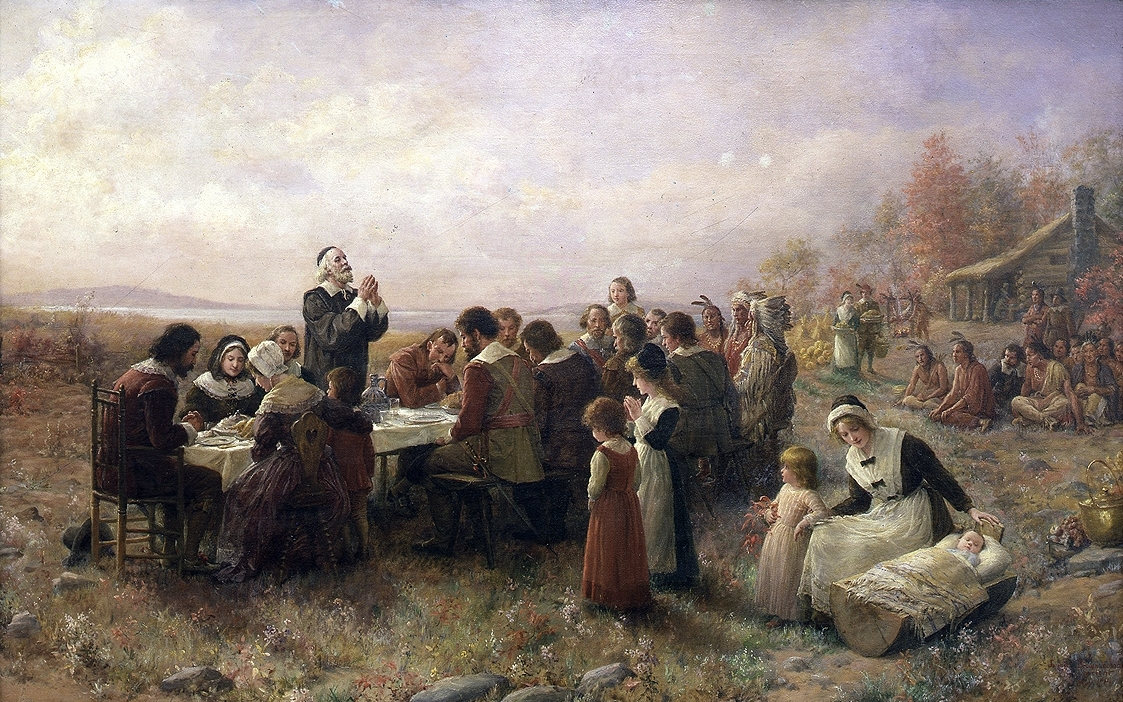
نقاشی اولین جشن شکرگزاری در ماساچوست امروزی - سال ۱۹۱۴

ریشه اولین جشن شکرگزاری در آمریکا به سندی که به تاریخ ۱۶۲۱ اشاره دارد برمیگردد. در این سال جشنی در منطقه ماساچوست امروزی برای شکرانه برداشت محصول برگزار می‌شد. همچنین مهاجرت زائران از انگلستان به آمریکا، باعث شد تعدادی جشن سنتی مردم انگلیس نیز با آن‌ها به آمریکا و به محل سکونتشان که نیوانگلند بود منتقل شود. به همین دلیل چندین روز مختلف در نیوانگلند برای شکرانه محصول جشن گرفته می‌شد که امروز آن جشن‌ها تحت نام «جشن شکرگزاری اولیه» شناخته می‌شوند. چندی بعد نیز در سال ۱۶۲۳ جشن شکرگزاری به شکل رسمی تعیین شد ولی با این حال در ایالت نیوانگلند تا حدود ۱۶۶۰ تاریخ مشخصی را قبول نداشته و در تاریخ‌های مختلف جشن می‌گرفتند.
تا سال ۱۶۸۲ مرجع اعلام جشن شکرگزاری، کلیساها بودند، ولی بعد دولت محلی نیز در کنار کلیسا و تا پیش از انقلاب آمریکا این کار را انجام می‌دادند. بعد از انقلاب آمریکا اعلام این روز تحت تأثیر عوامل سیاسی قرار گرفت. کنگره قاره‌ای، جورج واشینگتن و جان هنکاک هرکدام اعلامیه خود را داشتند. همچنین جورج واشینگتن به عنوان رئیس‌جمهور آمریکا، اولین اعلامیه ملی آمریکا را برای جشن روز شکرگزاری در ۲۶ نوامبر ۱۷۸۹ قرائت کرد.
در حال حاضر بر طبق قوانین، در چهارمین پنجشنبه ماه نوامبر هر سال این جشن در آمریکا برگزار می‌شود.
در روز شکرگزاری امروزی، رئیس‌جمهور آمریکا علاوه بر اعلام روز شکرگزاری، یک بوقلمون را عفو می‌کند. با این کار بوقلمون حق ادامه زندگی خود را به شکل آزاد در مزرعه (و یا گاهی حیاط کاخ سفید) خواهد داشت.

### تعیین روز در آمریکا
در طول تاریخ روز شکرگزاری در آمریکا در روزهای متفاوتی جشن گرفته می‌شد. در دوره پدران بنیان‌گذار آمریکا تا دوره آبراهام لینکلن تاریخ برگزاری جشن از یک ایالت تا ایالتی دیگر متفاوت بود. در اوایل قرن نوزدهم، آخرین پنجشنبه ماه نوامبر به عنوان روز شکرگزاری شناخته می‌شد. همچنین در سال ۱۸۶۳ بعد از اعلام روز شکرگزاری توسط آبراهام لینکلن و برای اولین بار تمامی ایالت‌های آمریکا با هم و در یک تاریخ این روز را جشن گرفتند.

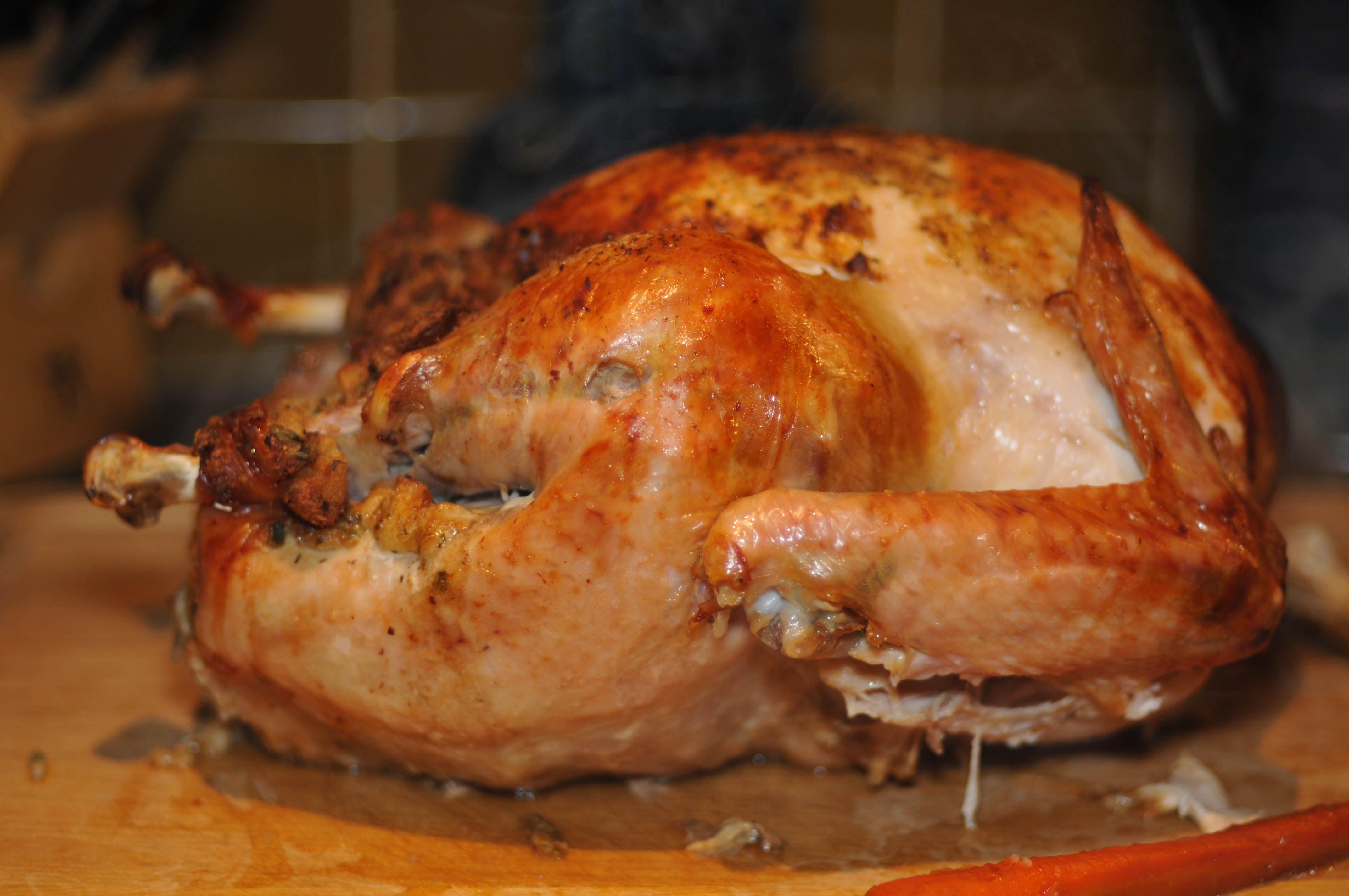
بوقلمون، غذای محبوب روز شکرگزاری

در سال ۱۹۳۹ و با تغییر روزها و زمان، ماه نوامبر به جای ۴ پنجشنبه، ۵ پنجشنبه‌ای شد و این اتفاق مصادف شد با دوره‌ای که آمریکا از یک رکود بزرگ اقتصادی رنج می‌برد. به همین دلیل فرانکلین دلانو روزولت، رئیس‌جمهور وقت آمریکا تصمیم گرفت چهارمین پنجشنبه نوامبر را به عنوان روز شکرگزاری انتخاب کند، به این دلیل که با برگزاری زودتر این جشن، فرصت کافی برای تاجرها جهت فروش محصولاتشان تا کریسمس وجود خواهد داشت و شاید این روش کمکی به کشورش جهت خروج از رکود اقتصادی شود (در همین دوره عقاید عموم مردم بر این بود که تبلیغات محصولات برای کریسمس، تا قبل از جشن روز شکرگزاری کار پسندیده‌ای نیست)
در نهایت و در سال ۱۹۴۱، ریاست جمهوری آمریکا با همراهی کنگره طرحی را ارائه کردند تا روز شکرگزاری از سال آینده (۱۹۴۲) به بعد در یک تاریخ ثابت جشن گرفته شود. در همین راه، تاریخ روز شکرگزاری همانند یک قانونی فدرالی شده و به تاریخ ثابت امروزی آن یعنی چهارمین پنجشنبه ماه نوامبر هر سال تغییر یافت.
با این حال تا چندین سال بعد هم در ماه‌های نوامبری که ۵ پنجشنبه‌ای می‌شدند، باز هم تعدادی از ایالت‌ها از همان روش قدیمی آخرین پنجشنبه استفاده می‌کردند. به عنوان مثال ایالت تگزاس تا سال ۱۹۵۶ همین کار را ادامه داد.

### سنت‌های آمریکا
غذاها
بوقلمون یکی از محبوب‌ترین غذاهایی است که تقریباً در هر میز غذایی در روز شکرگزاری یافت می‌شود. انتخاب بوقلمون از این جهت بود که مثل سایر مواد غذایی، همچون گوشت گاو و … هرروزه استفاده نمی‌شد و برای یک جشن مخصوص مناسب بود. از این رو به روز شکرگزاری حتی «روز بوقلمون» نیز گویند. ریشه استفاده از بوقلمون به سال‌های بسیار قبل و به زمانی که اولین بار جشن شکرگزاری برگزار می‌شد برمی‌گردد. طبق اسناد به دست آمده، در حدود سال ۱۶۲۱ مردم مهاجری که به آمریکا آمده بودند بوقلمون‌های وحشی را برای این روز شکار می‌کردند.

#### خیریه
در روز شکرگزاری به افراد فقیر کمک می‌شود. این کمک می‌تواند به شکل فردی بوده یا عمدتاً توسط نهادهای کوچک خیریه‌ای صورت می‌گیرد که در هر منطقه‌ای وجود دارند و کمک‌ها را در قالب غذا یا بسته‌های کمکی به دست مردم فقیر می‌رساند.

#### شکرگزاری
شکرگزاری به عنوان یکی از سنت‌های مذهبی مورد توجه مردم آمریکا قرار گرفته‌است. در روز شکرگزاری مردم به دلایل مختلف شاکر خداوند هستند.

#### تعطیلات و مسافرت
روز شکرگزاری در آمریکا تعطیل است و از این رو بیشتر خانواده در کنار هم بوده و این روز را با هم جشن می‌گیرند. تا سال ۲۰۰۷، حدود ۷۸٪ از کارفرمایان دولتی روز بعد از شکرگزاری را هم برای کارمندان خود تعطیل کرده و این تعطیلی اضافه تأثیری بر حقوق ماهانه آن‌ها نخواهد داشت.

#### فوتبال آمریکایی
فوتبال آمریکایی یکی از ورزش‌های محبوب در این روز است. بیشتر بازی‌های مهم این ورزش در همین روز برگزاری می‌شود. لیگ فوتبال آمریکا نیز هرساله در این روز برنامه داشته و مسابقاتی را روز شکرگزاری برگزاری می‌کند.

#### پیاده‌روی
از سال ۱۹۲۴ تا به امروز هرساله مراسم پیاده‌روی در نیویورک توسط میسیز برگزاری می‌شد. این پیاده‌روی از محله منهتن شروع شده و تا فروشگاه میسیز ادامه می‌یافت. شبکه ان‌بی‌سی نیز این پیاده‌روی را به شکل مستقیم پخش می‌کند.
پیاده‌روی‌های مشابهی در سایر شهرها همچون دیترویت، فیلادلفیا، سنت لوئیس، پلیموث، ال پاسو، هیوستون، شیکاگو، پیتسبورگ و فانتین هیلز برگزار می‌شود.

## جشن‌های مشابه

### در کانادا
با اینکه بسیار از کارشناسان اعتقاد دارند در مورد ریشه جشن روز شکرگزاری در کانادا هیچ مدرک رسمی وجود ندارد، ولی عده‌ای تاریخ ۱۵۷۸ را تاریخ اولین روز شکرگزاری کانادایی‌ها می‌دانند. در این تاریخ دریانورد انگلیسی، مارتین فروبیشر اولین جشن شکرگزاری را برای خود برگزار کرد، البته نه برای شکرانه برداشت محصول، بلکه برای شکر اینکه بعد از یک سفر دریایی طولانی و پرخطر زنده ماند!

عده‌ای نیز اعتقاد دارند جشن شکرگزاری کانادایی‌ها مربوط به قرن هفدهم و در زمان مهاجرت فرانسوی‌ها به کانادا و زمانی که این فرانسوی‌ها برداشت محصولات خود را جشن می‌گرفتند بوده.
در حال حاضر روز شکرگزاری در کانادا در بیشتر نواحی تعطیل عمومی است. قسمت‌هایی که تعطیل نیستند، شامل کانادای آتلانتیک یعنی چهار استان نیوفاندلند و لابرادور، نیوبرانزویک، نوا اسکوشیا و جزیره‌ی پرنس ادوارد هستند.

### آلمان
جشن شکرانه برداشت محصول آلمان با نام Erntedankfest هرساله در اوایل ماه اکتبر توسط مسیحیان آلمان برگزار می‌شود.

### ژاپن
ژاپنی‌ها نیز روز ۲۳ نوامبر هر سال را با برگزاری جشنی به نام (Kinrō Kansha no Hi) جشن می‌گیرند.